# Карранза, Иеронимо Санчес де
Дон Херо́нимо Санчес де Карранза (исп. Jerónimo Sánchez de Carranza), Иеро́нимо де Каранса (порт. Hieronimo de Carança; 1539(?), г. Севилья, Королевство Севилья, Королевство Кастилия и Леон — 1600(?)/1608(?)) — севильский дворянин, гуманист, ученый, один из самых знаменитых фехтовальщиков, создатель испанской школы фехтования — дестрезы. Автор трактата по фехтованию «Философия оружия» («De la Filosofía de las Armas y de su Destreza y la Aggression y Defensa Cristiana») (1569 , изд. в 1582). Карранза создал идеал поэта и воина, что стало главным жизненным ориентиром дворянина.
Его работы по фехтованию являются началом боевого стиля в Испании, который просуществовал почти 300 лет.
Иеронимо де Карранза, как основоположника Дестрезы, ещё называют «первопроходцем науки обращения с оружием». Его труд продолжили его последователи: ученик дон Луис Пачеко де Нарваэс и голландец, мастер фехтования Жерар Тибо. Именно они вложили в систему боя философский, интеллектуальный и нравственный идеалы, продолжили развивать Школу испанского фехтования.

## Биография
Идальго Иеронимо Санчес де Карранза родился Севилье около 1539 года. Образование получил в университетах Севильи и Саламанки.
В начале 1560-х годов прибыл в город Санлукар-де-Баррамеда где поступил на службу к Алонсо Пересу де Гусману и де Суньига-Сотомайору,7-му герцогу Медина-Сидония. Вместе с герцогом участвовал во вторжении в Алгарви, части военной кампании, которая в конечном итоге привела Филиппа II Испанского на португальский трон. За свои услуги перед испанской короной Карранза стал рыцарем, а потом был назначен командором Ордена образа Христова. В этот период жизни Дон де Карранза пишет свой знаменитый трактат «Философия оружия».
В 1584 году переехал в Мадрид, где работал судьёй. Пять лет спустя он был назначен губернатором провинции Гондурас. В Гондурасе столкнулся с казначеем Грегорио Сантьяго и Гаспаром де Андраде, епископом Комаягуи, которых впоследствии обвинил в коррупции. В 1595 году одержал победу над группировкой французских каперов, высадившихся близ Пуэрто-Кабальос. По окончании срока губернаторства в 1596 году, переехал в город Сантьяго-де-Гватемала, где занял вакантное место правоведа.
Умер вероятно в Гватемале ок. 1608.

## Семья
Ещё Санлукаре с Каталиной Перес де Агилар прижил несколько детей, но никогда не женился. Двое из его сыновей вместе с ним уехали в Гондурас: старший сын Хиль Санчес де Карранза (скончался возвращаясь с Филиппин в 1606 году) и Херонимо Санчо де Карранза.

## «Философия оружия»

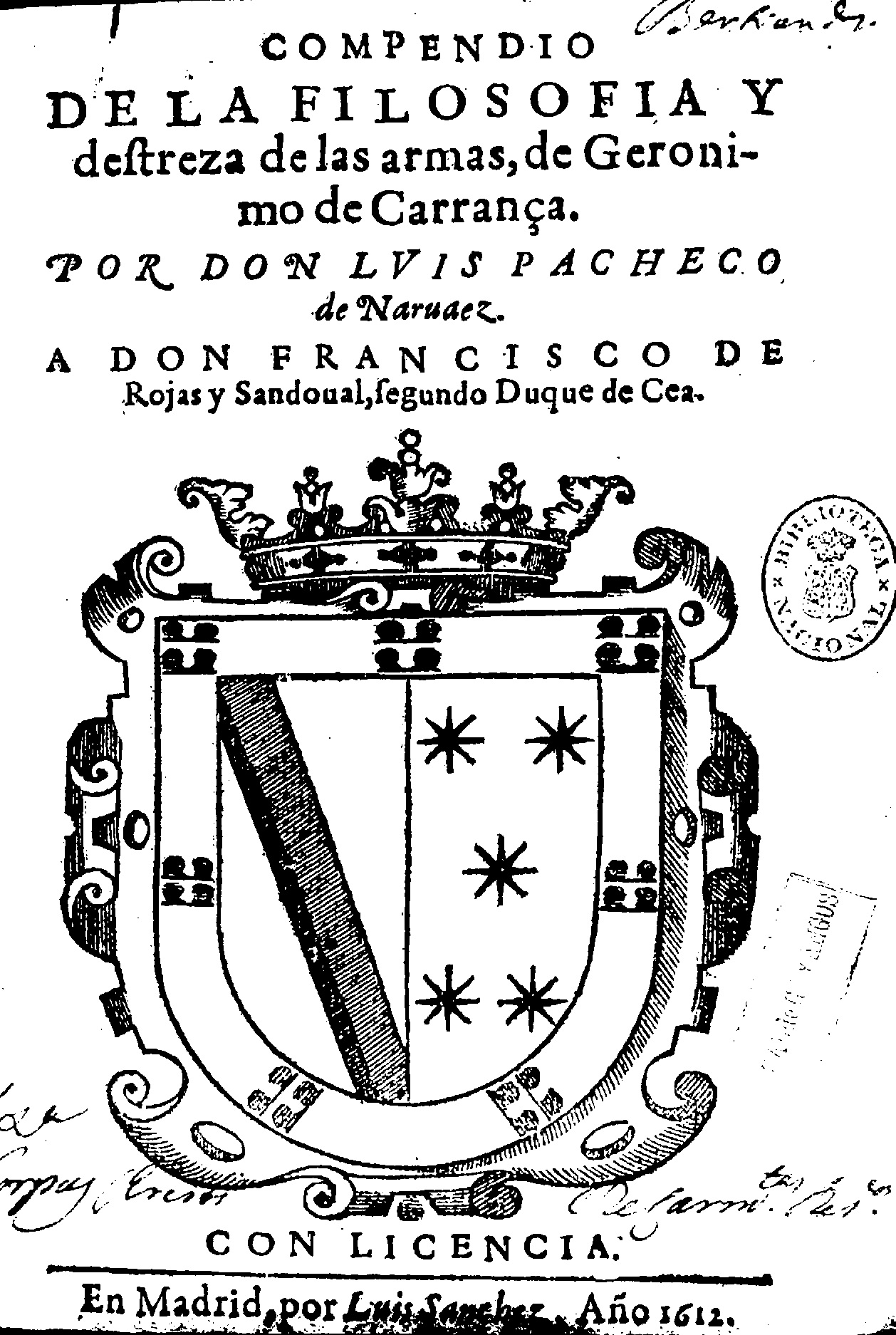
Трактат «Философия оружия», Иеронимо де Карранза («Compendio de la filosofia de las armas de Geronimo de Carrança»)

Иеронимо де Карранза написал свой трактат «Философия оружия», во время службы при дворе герцога Медина-Сидония. Единственная публикация книги состоялась в 1582 г. в Санлукар-де-Баррамеда, где и находился двор герцогов Медина-Сидония. «Философия оружия» представляет собой гуманистический диалог, посвященный изложению нового искусства фехтования. «Философия оружия и искусством владения им» именно такое название дал автор своему труду, потому что не просто описывает новую систему фехтования, а делает это с уклоном на философию (трактат написан со ссылками на Платона, Аристотеля, Льюля, Фичино и др.). В своем трактате Карранза также затрагивает медицину, математику, геометрию, этику, создал уникальное в европейской истории боевых искусств концепцию философического фехтования esgrima filosófica, или боевой философии .
Участники диалога, следуя Платону и его ренессансным последователям, в том числе Кастильоне, у него было позаимствовано и само количество диалогов. Их с трактате четыре, где ведутся беседы об истинном искусстве фехтования. Под вымышленными именами собеседников скрываются сам Карранза, поэт Фернандо де Эррера, гуманист Хуан де Маль Лара и врач Педро де Перамато (их имена назвал в своем изложении науки Каррансы его ученик и последователь Дон Луис Пачеко де Нарваэс, 1600).
В трактате «Философия оружия» прослеживается синтез letras и armas, также, как и в трактатах его последователей и учеников Пачеко де Нарваэса. Этот союз двух составляющих подчеркивает, что выбрана форма написания устойчивый литературный жанр ‒ гуманистический диалог, в котором постепенно описывается наука Истинного искусства фехтования.
Карранса определяет свою цель таким выражением в Прологе своего труда:

«К моему величайшему сожалению, рыцари, главным отличием которых должен быть могущественный дух, ныне все более напоминают женщин или, лучше сказать, разодетые субстанции, не пригодные ни для опоры в мирное время, ни для защиты во времена войн; и даже кажется, что некоторые из них родились на свет лишь затем, чтобы представлять в комедии наряженные безмолвные фигуры…»— Иеронимо Санчес де Карранза «Философия оружия»
Херонимо де Карранса вкладывает в формирование идеала воина, мастера определённый средневековый смысл. «Hombre de letras» ‒ ученый, знающий,
начитанный человек, способный применять науку, описать свою сферу знаний с помощью обширного научного и интеллектуального аппарата,
сопоставив этом объём с другими науками, и литературно оформить её в занимательной форму. Это, несомненно, соответствует не только гуманистическим целям эпохи, но при всем стремлении Карранзы и его читателей построить философию и науку новой системы фехтования. 
Как упоминает мастер испанской школы фехтования, последователь Пачеко де Нарваэса, Д. Гомес Ариас Поррес в своем трактате «Резюме Настоящей Дестрезы по управлению мечом»:

Хочу также упомянуть коллегу Эронима де Каранза, так как благодаря его огромным усилиям удалось укрепить силу духа многих мужчин в первую очередь в мире и на войне…— "Резюме Настоящей Дестрезы по управлению мечом"

## Монографии
- (не издано) Discurso sobre una pregunta que el Duque de Medina Sidonia hizo al Comendador Gerónimo de Carranza sobre la Ley de las injurias : Manuscrito. — Sanlucar de Barrameda, entre 1560 y 1598. — 12 h. p.
- (не издано) Discurso del comendador Gerónimo de Carranza sobre el honor, dirigido al rey [Felipe II] : por mano del duque de Medina Sidonia : Manuscrito. — Sanlucar de Barrameda, entre 1560 y 1598. — 9 h. p.
- Libro de Hieronimo de Carança natural de Sevilla. Que trata de la Philosophia de las Armas : Y de su Destreza y la Aggressiō[n] y Defension Christiana / Por mandado de su Magestad Antonio de Erasso. — Sanlucar de Barrameda : en casa del mesmo autor, 1582. — [34], 9-280, [14] h., [2] en bl., [1] h. de grab p.